# 夏陽りんこ
夏陽 りんこ（なつひ りんこ、1986年10月21日 - ）は、日本の女優、声優、コスプレイヤー。大阪府出身。ポンテ所属（業務提携）。旧芸名は夏日 凜子（読み同じ）。

## 略歴
14歳の頃はいじめにあい、学校が嫌で、ラジオやアニメばかりに熱中していた。
人生で初めて行った声優のイベントは竹内順子のラジオの公開収録。そのイベントが大阪府で開催することもあり、ワクワクして朝早くから行き、1番前でステージを観ていた。
その時にキラキラしたステージに憧れて、「明日からの生きる糧にしていたな」と胸の奥が熱くなり、声優を目指した。
2009年アクロス エンタテインメント、2017年10月コプルトを経て、2019年11月ポンテ所属（業務提携）。
大阪アニメーションカレッジ専門学校卒業。持月玲依、西口杏里沙とともに「瞬間リアライズ」というユニットを組んでいた。
2018年1月より、芸名を「夏日 凜子」から「夏陽 りんこ」へと変更した。
2021年より、女性キャストのみでつくるアクション舞台企画「東京War:DS」を始動。
趣味はプラモ・コスプレ・昆虫のことを調べる事。特技は衣装製作。

## 出演

### テレビアニメ
2014年
- ガンダムビルドファイターズトライ （2014年 - 2016年、シグレ・マヒル） - 1シリーズ + 特別編

2015年
- ガンスリンガー ストラトス（子供）
- 妖怪ウォッチ（受付のお姉さん）
- うしおととら（通行人B、通行人、母、妖怪）
- ポケットモンスター XY&Z（2015年 - 2016年、アケビ、少年）

2016年
- 甲鉄城のカバネリ（民人）

2022年
- 邪神ちゃんドロップキックX（モブD）

2023年
- 冰剣の魔術師が世界を統べる（ジェリル＝ユミマル）

2024年
- 嘆きの亡霊は引退したい（スマーヌ）

### Webアニメ
- ガンダムビルドメタバース（2023年、シグレ・マヒル）

### ゲーム
- 忍道2 散華（2011年、喪巣忍者）
- 新聞物語（2018年、櫻井美琴）
- 俺たちの戦いはこれからだ！（2021年、ヒルダ[12]）

### ドラマCD
- 一騎当ちぇん!?（2011年、夏侯惇元譲）[13]
- 坂口探偵事務所（2013年）

### デジタルコミック
- ヒロイン失格（2014年、松崎はとり）
- ハツカレ（2014年、ちやこ）

### 映画
- ただいま、ジャクリーン（ジャクリーン）

### 吹き替え
- ストリートダンス TOP OF UK（ジャスティン）
- 白蛇伝説（ネズミ）
- チャギントン（コーマック[14]）
- 封神伝奇 バトル・オブ・ゴッド（仙草）
- BONES 6（クラブの女1）
- MAD MEN（キャロライン)
- 美男バンド～君の届けるピュアビート～（チョ・ドミ）

### ナレーション
- 磁石のケータイハンター

### ラジオ
- としまコレクション
- 森千早都のちゃんとしたい！ラジオ（Spotify：2024年3月1日、ゲスト）

### WEB番組
- 魁!コスプレ部!

### テレビドラマ
- ガッツポーズ 蹴られる男[15]

### バラエティ
- U・LA・LA@7

### 舞台
- Z団jr.
  - 旗揚げ公演『アリスのいた世界』（2012年10月17日 - 21日、千本桜ホール）[16]
  - 第二回公演『僕の嘘、私の嘘』（2013年1月30日 - 2月4日、千本桜ホール）[17]
- キタムラ印
  - 裏公演vol.1『TAKE-MITSU』（2013年6月5日 - 10日、千本桜ホール）
  - 裏公演vol.2『TAKE-MITSU～反逆のラビリンス～』（2013年9月27日 - 10月2日、千本桜ホール）[18]
  - #4『白キ肌ノケモノ』（2014年2月19日 - 24日、中目黒キンケロシアター）
- ラフィングライブ『パパ、アイラブユー！』（2015年4月15日 - 20日、博品館劇場）[19]
- FOGproject朗読劇
  - 『結城家の六女』（2017年3月1日 - 2日、大田文化の森ホール）
  - 『この中に一人、主催を殺した奴がいる。』（2017年7月29日 - 30日、JOY JOY STATION）
  - 『機械少女は坂鏡桃華の夢を見るか』（2017年11月3日 - 5日、JOY JOY STATION）
- 舞台版『華枕～願い巡りて～』（2018年4月11日 - 15日、ラゾーナ川崎プラザソル）- アヤメ 役[20]
- 朗読劇かんづめ（2018年6月16日・17日、Art Live Space スペシャルカラーズ）
- イヌフェス第4弾『ご町内デュエル』（2018年11月27日 - 12月2日、劇場MOMO）- さおたん 役[21]
- 朗読劇『文絵のために』（2019年1月25日 - 27日、新宿THEATER BRATS）- 紀平加奈子 役[22]
- Cafe Neo:ROID『機械少女の献身～Memory of Automata～』- イヴ 役[23]
- 劇團88號 第6回公演『秘密』（2019年8月28日 - 9月1日、新宿スターフィールド）- 谷川知恵子 役[24]
- fragment edge vol.8『禽獣のクルパ-Avalon-』（2019年10月30日 - 11月4日、TACCS1179）- 蕗端マキノ 役
- プロジェクトリコロ　
  - 第1回公演『TRUMP』（2019年10月3日-7日　新宿スターフィールド）- ティーチャークラウス[25]
  - 第2回公演『サイキック•エージェンシー』（2020年8月5日-9日　萬劇場）-灰原サツキ[26]
  - 第1回Bicolor公演『純情おにぎり物語-ON Stage-』（2021年9月28日-30日　萬劇場）-城ヶ崎麗華[27]
  - 第3回公演『スーサイドホテル』（2021年12月8日-12日　萬劇場）-ヨミ[28]
  - 第4回公演『Lilac-sideWhich-』（2022年8月3日-7日　萬劇場）-ブラッド 役[29]
  - 第6回公演『ノラの楽園』（2023年6月7日-11日　萬劇場）-エマ[30]
  - 第7回公演『Statice』（2023年12月20日-24日、六行会ホール）- マグノリア 役[31]
  - 第8回公演『SUMU』（2025年2月12日-16日　萬劇場）- 岩朽木カスヨ 役[32]
- おかしな転生 -おいしい笑顔の作り方-（2020年12月3日 - 6日、ラゾーナ川崎プラザソル）- レーテシュ伯 役
- 東京War:DS
  - -狂震の渋谷編-（2023年4月19日 - 23日、新宿村LIVE）- サンゾウ 役[33]
  - -黒と白のTRIGGER-（2024年5月15日 - 19日、六行会ホール）- サンゾウ 役[34]
- 演劇集団イヌッコロ
  - 第3回本公演『苦闘のラブリーロバー』（2015年12月9日 - 13日、劇場MOMO）[35]
  - 第15回本公演『かげきなデイリープレイス』（2024年[36]）
  - 眠る鈴のクリスマス（2024年7月31日 - 8月4日、本所松坂亭）[37]-柊木未華 役
- Be colorful（2024年11月2日 - 11日、上野ストアハウス）[38]
- 12人の怒れるひとびと!（2024年12月18日 - 22日、東中野バニラスタジオ）- 陪審員7号 役[39]
- sitcomLab第7弾『ご町内デュエル』（2025年3月5日 - 9日、中野ザ・ポケット[40]）- さおたん 役
- リントスル企画『エンシスの禁忌』（2025年6月25日 - 29日、萬劇場）- エルゴ役[41]
- 実態劇『Macbeth-マクベス』（2025年7月17日 - 20日、東中野バニラスタジオ）- マクベス夫人役[42]

### イベント
- 東京ゲームショウ2017「DMM GAMES」ブース（2017年9月、幕張メッセ）[注 1]
- BRANDWAGON コスプレイヤーショウ（2017年10月、赤坂BLITZ）- イベントMC

### その他
- 聴くanime『彼岸のオルカ』（2022年、桝井沙代里[43]）